# Petronella Voûte

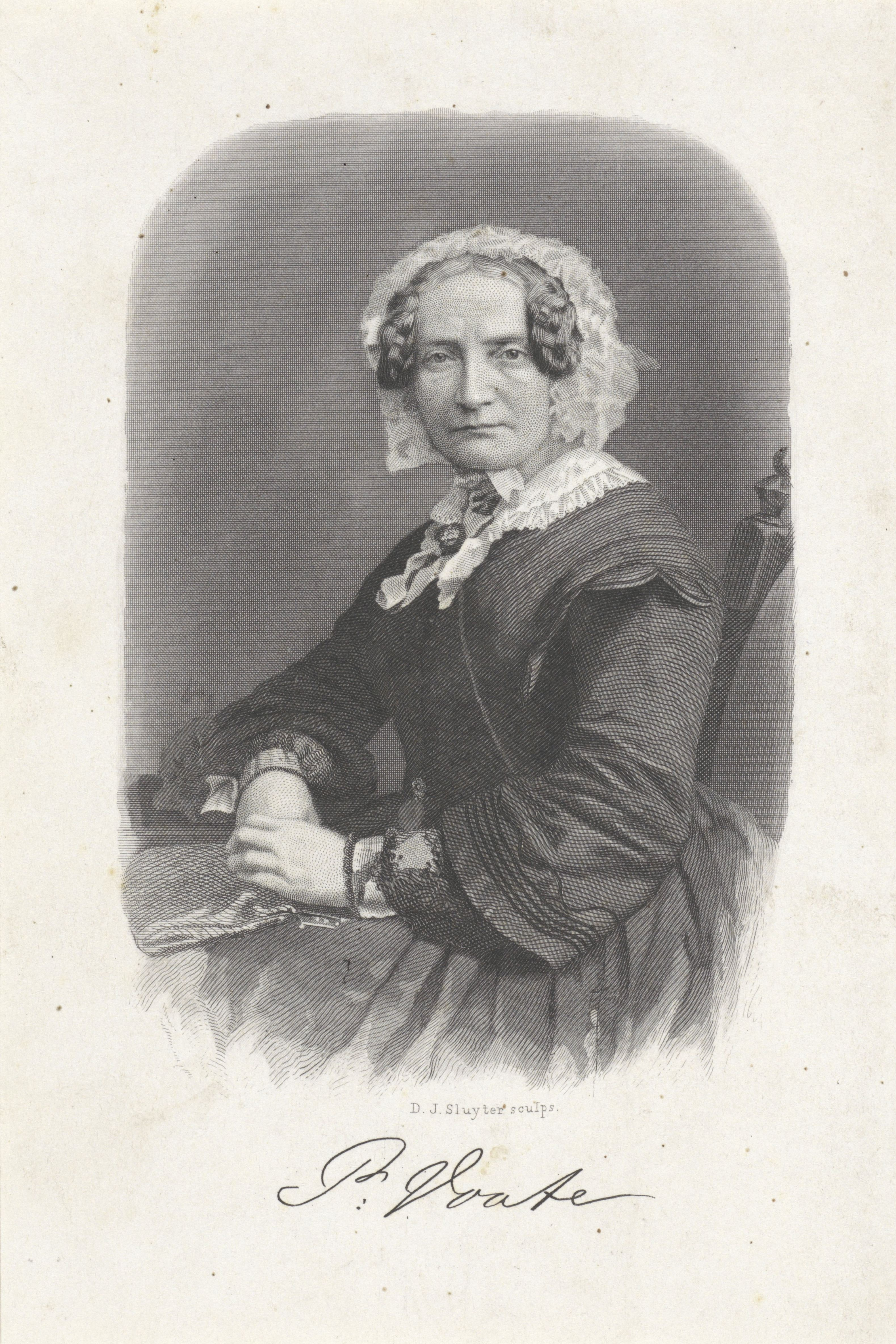
Petronella Voûte

Petronella Voûte (* 6. November 1804 in Amsterdam; † 18. April 1877 in Zetten) war eine niederländische Sozialreformerin, die als Direktorin das erste Heim für Prostituierte in den Niederlanden leitete.

## Leben
Petronella Voûte wurde am 6. November 1804 in Amsterdam als viertes Kind und dritte Tochter des Kaufmanns Samuel Lancelot Voûte (1776–1845) und Petronella Druschke Jutting (1777–1850) geboren. Die Familie war wohlhabend, ihr Vater stammte von französischen Flüchtlingen ab. Getauft wurde sie am 19. Dezember 1804 in der Oude Waalse-Kirche in Amsterdam. Petronella Voûte blieb unverheiratet.
Für einige ihrer unverheirateten Brüder erledigte sie, bis diese heirateten, die Hausarbeit, danach wurde sie Diakonisse im 1845 gegründeten Utrecht Diaconessenhuis. Sie wurde 1846 zur stellvertretenden Direktorin ernannt, jedoch hatte sie diese Position nur kurze Zeit inne, als sich 1847 der Pfarrer Otto Gerhard Heldring mit seinem Plan an sie wandte, einen Zufluchtsort für „gefallene Frauen“ zu errichten, um diesen ein Zuhause, Pflege und Ausbildung zu ermöglichen. Er war zuvor öfter gefragt worden, wo vernachlässigte Mädchen untergebracht werden könnten, und hatte bereits etwa dreißig in Haushalte in der Gegend vermittelt. Jedoch waren nicht alle für ein Familienleben geeignet. Einige kamen aus Gefängnissen und andere liefen Gefahr in die Hände von Frauen zu fallen, die sie in Wirtshäusern unterbringen wollten. Deshalb wollte er ein Heim für schwer unterzubringende Mädchen, unverheiratete Mütter und entlassene weibliche Gefangene schaffen. Er kaufte 1847 die ehemalige Bierbrauerei Steenhuis und suchte eine Direktorin für diese Institution.
Das Asyl Steenbeek eröffnete am 1. Januar 1848, Petronella Voûte wurde am selben Tag von Heldring der Überlieferung nach über das Eis dorthin gebracht. Die erste Bewohnerin traf am 29. Januar ein. Petronella Voûte lebte fast dreißig Jahre in dem Haus und arbeitete von frühmorgens bis spät in der Nacht. Sie führte persönlich Einführungsgespräche mit neuen Mädchen und zeichnete ihre Lebensgeschichten auf. Sie leitete auch die Abschlusssitzungen am Morgen und am Abend sowie den wöchentlichen Katechismus. Dies alles machte sie ohne Bezahlung, zu Anfang zahlte sie sogar die Verpflegungsgebühren. Sie investierte fast ihr gesamtes Vermögen in Steenbeek und verwandte Institutionen. Im Vorstandsprotokoll von 1857 wird eine Schenkung ihrerseits in Höhe von dreitausend Gulden erwähnt.
Zunächst stieß die Institution Asyl Steenbeek auf großes Misstrauen, da die Arbeit für „gefallene Frauen“ für hochrangige Damen als unanständig galt. Im Laufe der 29 Jahre, die sie als Direktorin dort arbeitete, betreute sie fast tausend Mädchen. Sie trat 1877 aufgrund ihrer schweren Krankheit von dem Amt zurück. Sie litt seit Jahren an einer Herzkrankheit, die bei ihr immer häufiger Anfälle von Atemnot verursachten. Als am 14. April in Steenbeek ein Feuer ausbrach, lag sie auf ihrem Sterbebett. Sie musste zur Wohnung des Direktors gebracht werden. Sie starb dort am 18. April 1877 im Alter von 72 Jahren. Ihre letzten Worte waren: „Seltsames Ende!“. Petronella Voûte wurde am 21. April in Zetten am Fuße des Zufluchtsbergs neben Heldring und seiner 1876 verstorbenen Frau beigesetzt. Bei ihrer Beerdigung wurden sechs Reden gehalten.